# جويل خوليو
جويل خوليو (بالإسبانية: Joel Julio)‏ مواليد 18 يناير 1985 في كولومبيا، هو ملاكم كولومبي يصنف ضمن فئة الوزن المتوسط.

## إحصائيات
خاض خلال مسيرته 41 نزالا، فاز في 37 ولم يتعادل وخسر في 4. فاز بالضربة القاضية في 31 نزالا.

## روابط خارجية
- جويل خوليو على موقع بوكس ريك (الإنجليزية) (registration required)